# كارلوس روبرتو
كارلوس روبرتو دي كارفاليو (بالبرتغالية: Carlos Roberto de Carvalho‏) (1 مايو 1948 بريو دي جانيرو في البرازيل - ) هو مدرب كرة قدم ولاعب كرة قدم برازيلي في مركز الوسط. شارك مع منتخب البرازيل لكرة القدم. أما مع النوادي، فقد لعب مع أتلتيكو باراناينسي وبوتافوغو ريغاتاس ونادي سانتوس ونادي فلومينينسي ونادي بانغو أتلتيكو وBonsucesso Futebol Clube ‏ وسنترو سبورتيفو ألاغوانو.